# Красная Поляна (Большеберезниковский район)
Кра́сная Поля́на — посёлок в Большеберезниковском районе Мордовии в составе Паракинского сельского поселения.

## География
Находится на расстоянии примерно 20 километров по прямой на восток-северо-восток от районного центра села Большие Березники.

## История
Основан в 1931 году переселенцами из села Старое Шайгово. В 1931 году в поселке был отмечен 61 двор

## Население
| 2002 | 2010 |
| ---- | ---- |
| 6    | ↘3   |

Постоянное население составляло 6 человек (мордва-эрзя 83 %) в 2002 году, 3 в 2010 году.